# Chagey
Chagey település Franciaországban, Haute-Saône megyében. Lakosainak száma 604 fő (2022. január 1.). Chagey Frahier-et-Chatebier, Châlonvillars, Chenebier, Échenans-sous-Mont-Vaudois, Luze és Mandrevillars községekkel határos.

## Népesség
A település népességének változása:
| Lakosok száma | 651  | 651  | 657  | 634  | 626  | 617  | 615  | 612  | 604  |
|               | 2013 | 2015 | 2016 | 2017 | 2018 | 2019 | 2020 | 2021 | 2022 |